# Mongolische Literatur
Mongolische Literatur wird als Bezeichnung für Literatur verwendet, die überwiegend in der uiguromongolischen Schrift abgefasst ist.
Das älteste erhaltene Zeugnis ist die Geheime Geschichte der Mongolen (1227/64), eine Darstellung des Aufstiegs Dschingis Khans. Neben Heldenepen, die auch heute noch von Rhapsoden vorgetragen werden, ist die mongolische Literatur reich an ritualistisch und schamanistisch beeinflusster Zeremonialdichtung, an Segenssprüchen und Ansprachen, Weisheitssprüchen, Rätseln, Sprichwörtern und Liedern.
Ein großer Teil der frühen mongolischen Literatur ist gekennzeichnet durch die Verarbeitung indisch-tibetischer und buddhistischer Motive und ist anonym.

## Geschichte
Als 1990, im Jahr des gesellschaftlichen Umbruchs in der Mongolei, des 750. Jahrestages der „Geheimen Geschichte“ gedacht wurde, war dies ein Signal nationaler Rückbesinnung und zugleich ein Zeichen der Hoffnung auf eine freie demokratische Entwicklung des Landes. Auch wenn für die breite Öffentlichkeit wohl weniger das erste große Werk der schriftlichen mongolischen Literatur und stärker die mit der Person Tschinggis Chaans verbundene „große Zeit“ der Mongolen in das nationale Gedächtnis gerufen wurde, konnte dem an der Mongolei und ihrer Kultur Interessierten bewusst werden, welch lange literarische Tradition das Nomadenvolk im Herzen Asiens besitzt.
Die mehrfach auch ins Deutsche übersetzte Geheime Geschichte der Mongolen, das bedeutendste Werk der altmongolischen Literatur, hat sowohl als Geschichtsdokument wie als Sprach- und Literaturdenkmal außerordentliche Bedeutung. Diese epische Prosa- und Reimchronik belegt, dass nicht erst die seit dem Ende des 16. Jahrhunderts in die Mongolei eindringende nördliche (tibetische) Richtung des Buddhismus, der Lamaismus, eine schriftliche  mongolische Literatur begründete. Sie verdeckt aber auch nicht die Tatsache, dass die Mongolen über eine reiche, mindestens achthundertjährige mündliche Literaturtradition verfügen. Manches davon findet sich schon in der „Geheimen Geschichte“, allerdings wurden die meisten dieser bis heute lebendigen Werke viel später aufgezeichnet, oftmals erst durch mongolische und ausländische Gelehrte im 20. Jahrhundert.
Die Überlieferung der mündlichen Volksdichtung geht bis ins 13. Jahrhundert zurück. Die Märchenerzähler und Rhapsoden wanderten von Ail zu Ail und waren bei den Viehhirten stets willkommen. Auch die alten Genres der Zeremonialdichtung, wie sie in der „Urreligion“, dem Schamanismus, gepflegt und in meist wenig veränderter Form als Lobpreisung (Magtaal), Segenswunsch (Jerööl) oder Verwünschung (Charaal) bis in die Gegenwart wirksam waren, gehörten zu diesem Leben. Die dem Dschingis Khan zugeschriebenen Lehrsprüche (Bilig) wurden – teils durch Vermittlung persischer Historiker – ebenfalls über Jahrhunderte tradiert. Gleich alt sind vermutlich die Epen, in denen Dschingis Khan die wichtigste Heldenfigur darstellt; sie wurden aber erst später fixiert.

### Von 1200 bis 1800: Religiöse Literatur und Heldenepen
Bereits mit der Einführung der uigurischen Schrift wurden individuelle literarische Werke schriftlich fixiert; doch sind davon nur wenige Zeugnisse erhalten, so etwa eine mongolische Version des Alexanderlieds. Nach der Einführung der Quadratschrift 1269 und mit dem „Siegeszug des Lamaismus“ seit dem 13. Jahrhundert entwickelte sich eine umfangreiche religiöse Literatur, die auch im Druck verbreitet wurde. Die Übersetzung des buddhistischen Kanons und auch zahlreicher nichtkanonischer Schriften vor allem aus dem Tibetischen regte zur ideellen Veränderung der volkstümlichen Erzählliteratur (Märchen, Legenden, Tierfabeln) an. Neben religiösen Texten wie Heiligenbiographien (Namtar) und besonders Lehrdichtungen (Surgaal) entstand eine reiche, phantasievoll-skurrile Erzählliteratur, zu der vor allem die Höllenfahrtsgeschichten gehören. Daneben blieb das Volkslied lebendig, das später oftmals zum Wechsellied (als einer Vorform des Theaterspiels) mit sozialkritischer und nationalpatriotischer Tendenz umgeformt wurde. Dieses kritische Gedankengut findet sich auch in Schelmengeschichten und Schwänken des 19. und angehenden 20. Jahrhunderts.
Die Kriege mit der Ming-Dynastie im 15. und 16. Jahrhundert förderten die Bewahrung der mündlichen Traditionen, aber nicht die Aufzeichnung und Weitergabe in schriftlicher Form. Dennoch blieben die Heldengesänge, die oft auf das 13. Jahrhundert zurückgehen, im Volke lebendig, denn sie waren das menschliche „Gedächtnis“ an eine große Zeit. Sie gaben besonders seit Beginn des 17. Jahrhunderts – seit Beginn der Mandschu-Herrschaft – Halt in einer 200 Jahre währenden Epoche nationaler Unterdrückung. Unter den zahlreichen Epen unterschiedlichen Umfangs ragen der durch die tibetische Literatur beeinflusste Geser und der westmongolisch-kalmückische Dschanggar hervor, die sich bis heute in verschiedenen Varianten bei allen mongolischen Völkerschaften großer Beliebtheit erfreuen und neben der „Geheimen Geschichte“ und der Volksdichtung zu den „vier Säulen“ der alten mongolischen Literatur gerechnet werden.
Mit Ausnahme des Geser wurden die bis zu 20.000 Verse umfassenden Epen erst in jüngster Zeit niedergeschrieben. Die vorherrschende dichterische Ausdrucksform war der Stabreim. Noch bis zum Zweiten Weltkrieg hielten sich kleine mongolische Fürsten eigene Hofsänger, die die Epen mit Musikbegleitung vortrugen.
Seit dem 17. Jahrhundert waren die Klöster und nicht mehr die Fürstenhöfe Zentren des geistigen Lebens und einer schriftlichen Literatur. Das Abschreiben religiöser Texte galt als fromme Handlung; auch wurden immer mehr Werke in den Klöstern im Blockdruck vervielfältigt. Diese lamaistische Literatur wurde überwiegend in Tibetisch abgefasst, so wie im europäischen Raum lange das Lateinische Sprache der Geistlichen und Gelehrten war. Nur sehr wenige, darunter einige Chronisten, benutzten die mongolische Schriftsprache, die meisten Autoren waren hohe Kleriker. Einen besonderen Platz nahmen seit dem 17. Jahrhundert Höllenfahrterzählungen ein, die die Wanderungen der Seele durch die verschiedenen Höllen beschreiben.

### Die Säkularisierung seit 1800
Unter den Mandschu-Herrschern hatte sich eine gebildete Beamtenschicht herausgebildet, deren Angehörige sich der Literatur zuwandten. Im Laufe des 19. Jahrhunderts erschienen mit der allmählichen Säkularisierung der Gesellschaft Dichter, die der Beamtenschaft und sogar der großen Masse der meist analphabetischen Viehhüter angehörten. In einer Zeit sich zuspitzender gesellschaftlicher Konflikte traten Dichterpersönlichkeiten aus ihrer Anonymität, und manche von ihnen zeigten ein eigenes, unverwechselbares Profil. Zuerst ist hier Dulduityn Rawdschaa (1803–1856) zu nennen, der den ärmsten Schichten des Volkes entstammte und früh als Wiedergeburt eines bedeutenden lamaistischen Heiligen der „alten“ (unreformierten) Richtung des Lamaismus erkannt wurde. Auch von ihm sind zahlreiche Lehrdichtungen in tibetischer Sprache überliefert, doch zeigen die in Mongolisch geschriebenen Lieder nicht nur seine enge Verbundenheit mit dem einfachen Volk, sie bereicherten auch die Empfindungs- und Erlebnislyrik und waren von nachhaltiger Wirkung bis heute. In dieser Zeit entwickelte sich die „Ug“- („Üge“-) Literatur (u. a. Chuultsch Sandag) – in monologischen Versdichtungen in fiktivere Tiersprache bringen Tiere die Ideen von Menschen kritisch zum Ausdruck. In unmittelbarer Berührung mit der chinesischen Kultur entstand der mongolische Roman, der nach chinesischen Vorbildern durch Injannasi (1837–1892) begründet und repräsentiert wird. Neben diesen „neuen“ Genres wandelte sich die Lehrdichtung (Surgaal) zu scharfer Sozialkritik, was sich bei Namdschildordschiin Danzanwandschil (1854–1907) und Rawdschaagiin Chischigbat (1849–1916) zeigt. Auch der Realitätsgehalt solch traditioneller Genres wie Lobpreisung (Magtaal) und Segenswunsch (Jerööl) vertiefte sich. Beispiel hierfür sind die Werke von Bawuugiin Gelegbalsan (1846–1923), eines armen Viehhirten, dessen Jerööl weite Verbreitung fanden. Mit dem wirtschaftlichen Niedergang Ende des 19. Jahrhunderts und den lokalen Aufständen gegen den chinesischen Großgrundbesitz entstanden Räuber- und Soldatenballaden in großer Zahl.

### Von 1921 bis heute
Gesellschaftliche Umbrüche zu Beginn des 20. Jahrhunderts, wie die Xinhai-Revolution, die Autonomiebestrebungen der Äußeren Mongolei ab 1911, der Vertrag von Kjachta 1915, besonders aber die Proklamation der Mongolischen Volksrepublik 1924, führten zu einem starken Einfluss der russischen Dichtung und Literatur. Der zunehmende Realismusgehalt vor allem später geborener Autoren widerspiegelt sich in wachsender Vielfalt der Genres, Ausdrucksmittel und literarischer Techniken, auch wenn die Rezeption von Werken der westlichen „Moderne“ lange weitgehend ausgespart blieb. Vor allem die besten Werke des Daschdordschiin Natsagdordsch (1906–1937) aus den frühen 1930er Jahren bezeugen die gelungene Verschmelzung traditioneller Sujets und Formen mit denen der eben „entdeckten“ westlichen Literaturen. Daneben ist Tsendiin Damdinsüren (1903–1986), später der führende Literaturwissenschaftler der Landes, mit der Erzählung „Das verschmähte Mädchen“ (1929), dem ersten Werk der modernen mongolischen Prosa, zu nennen.
Die stalinistischen Terrorwellen in der Mongolischen Volksrepublik erstickten die ersten Ansätze einer neuen geistigen Kultur. Besonders die Jahre der Herrschaft Tschoibalsans, des Statthalters Moskaus (1937/38–1952), waren geprägt von politischen Säuberungen. Betroffen waren Bildungsbürger, Rechtsanwälte, Lehrer, sehr viele Schriftsteller, aber vor allem die buddhistischem Mönche. Die Zahl der Opfer wird mit 35.000 bis 36.000 Ermordeten beziffert. Insgesamt geht die Forschung von mehr als 100.000 Verfolgten aus, sehr wahrscheinlich sind die Opferzahlen deutlich höher. Von über 750 Klöstern wurden bis auf vier alle zerstört. Gleichzeitig vernichteten Stalins Handlanger die reichen Zeugnisse des mongolischen Kunsthandwerkes und verbrannten das meiste Schrifttum. Unersetzliche Werte des mongolischen kulturellen Erbes gingen für immer verloren.
Nur wenige der in dieser dunklen Epoche entstandenen literarischen Werke haben bis heute Bestand. Bei späteren Werken trat der künstlerische Anspruch hinter den politisch-erzieherischen, was mit einer „Theorie der Konfliktlosigkeit“ begründet wurde und sich in häufiger Schwarz-Weiß-Malerei und klischeehafter Darstellung der Figuren zeigte. Die kollektivistische Lebenssicht mit ihrer Vernachlässigung des Individuums wurde offiziell eingefordert und wirkte lange nach. Den besten Autoren jedoch gelang es zunehmend – seit den 1950er, besonders aber den 1970er Jahren – aufgrund ihres literarischen Talents und ihrer Weltsicht, die Dogmen des „Sozialistischen Realismus“ zu durchbrechen und lebensvolle, individuelle Charaktere zu schaffen bzw. eine eigene Sprache zu finden. Diese Entwicklung verlief parallel zu der in den asiatischen Sowjetrepubliken, etwa der Kasachstans und Kirgisiens (Aitmatow).
Nachdem zahlreiche Werke vor allem ins Russische übersetzt waren, nahm die internationale Ausstrahlung der mongolischen Literatur in den letzten 40 Jahren – mit Ausnahme der Lyrik, die oftmals als nicht übertragbar galt – beträchtlich zu. Genannt werden müssen hier vor allem Bjambyn Rintschen (1905–1977), Donrowyn Namdag (1911–1984), Tschadraabalyn Lodoidamba (1917–1969), Begdsiin Jawuuchulan (1929–1982), Sengiin Erdene (1929–2000), Dembeegiin Mjagmar (1933–1997), Dendewiin Pürewdordsch (1933–2009) und Lodongiin Tüdew (1935–2020). Diese Erzähler, Lyriker oder Dramatiker standen oftmals im Spannungsfeld zwischen Anerkennung (sie alle erhielten z. B. den Staatspreis) und teilweise harter offizieller Kritik. Als bedeutende Dramatiker gelten Tschoidschamzyn Oidow (1917–1963), der gern auf folkloristische Sujets zurückgriff, D. Namdag und D. Mjagmar. Vielfach erst in den 1980er Jahren gelang es auch anderen und meist jüngeren Schriftstellern, Werke zu schaffen, die sich durch psychologische und intellektuelle Durchdringung der literarischen Figuren auszeichnen – eine relativ neue Erscheinung in der mongolischen Literatur. Unter den Prosaautoren sind hier vor allem Sonomyn Udwal (1921–1991), die bekannteste mongolische Schriftstellerin, Sormuunirschiin Daschdoorow (1935–1999) und Dordschiin Garmaa (1937–2016) zu nennen.
Einen hohen Stand erreichte besonders die bei Mongolen sehr populäre Lyrik, wie das Schaffen des einzigen Regimekritikers unter den mongolischen Schriftstellern, Rentschinii Tschoinom  (1936–1979), und das anderer Dichter seiner Generation wie Mischigiin Tsedendordsch (1932–1982), Njambuugiin Njamdordsch  (1934–1996), wiederum S. Dachdoorow und Scharawyn Sürendschaw (* 1938) bezeugt. Hier sei vor allem Bawuugiin Lchagwasüren (* 1944) genannt, der nach der politischen „Wende“ von 1990 große Anerkennung gefunden hat. Nach 1980 traten verstärkt auch junge Autorinnen auf, die in der Lyrik ihre Domäne fanden und diese mit neuen Sichtweisen bereichert haben.
Nachdem es in der zweiten Hälfte der 1980er Jahre unter dem Einfluss des „Neuen Denkens“ zu ersten Tabubrüchen gekommen war (hier seien für die Prosa vor allem Erdene, Mjagmar und Tüdew genannt), hofften viele Schriftsteller – die dem Staat meist loyal ergeben waren – mit dem Sieg der Demokratiebewegung auf umfassende künstlerische Freiheit. Doch sehr bald zeigte sich die ganze Härte der Marktgesetze: Literarisch Minderwertiges erschien, traditionelle humanistische Werte verfielen, Publikationen wurden staatlich nicht mehr gefördert. (Ein Beispiel hierfür ist das 1994 über Jahre eingestellte Erscheinen der Literaturzeitschrift „Zog“, die im Vergleich zur Bevölkerungszahl zu den auflagenstärksten der Welt gehörte.) Inzwischen hat sich auch die materielle Situation von Schriftstellern wieder verbessert, und es entstanden nicht wenige bemerkenswerte literarische Werke, die sich durch hohen ethischen Anspruch, kritische Tendenz und Weltoffenheit auszeichnen. Von den „jüngeren“ Autoren, deren Schaffen teilweise erst in den letzten zwanzig Jahren volle Anerkennung fanden, seien hier nur die Lyriker Damdinsürengiin  Urianchai (* 1940), Dandsangiin Njamsüren (1945–2002), Otschirbatyn Daschbalbar (1957–1999), Baataryn Galsansüch (* 1972) und die Erzähler Darmaagiin Batbajar  (* 1941, auch Dramatiker), Sandschiin Pürew (* 1941), Baldschiryn Dogmid  (* 1945), Dalchaagiin Norow (* 1951), Dambyn Törbat (* 1955), Sandschaadschawyn Dschargalsaichan (1957–2007, auch Dramatiker), Pürewdschawyn Bajarsaichan (1959–2007) und Dordschzowdyn Enchbold (* 1959) genannt. Der einzige Schriftsteller der Mongolei, dessen Bücher nach 1990 im deutschsprachigen Raum veröffentlicht wurden, ist bis heute Galsan Tschinag (* 1943), der hauptsächlich in deutscher Sprache schreibt. In seiner Heimat als Schriftsteller weniger bekannt als im Westen, gehört sein umfangreiches Werk eher zur deutschsprachigen als zur mongolischen Literatur.
Doch es gibt auch die Autorin Dr. Gangaamaa Purevdorj. Sie studierte an der Technischen Universität Dresden Politikwissenschaft und Deutsch als Fremdsprache und promovierte nach einem Zweitstudium der Vergleichenden Kulturwissenschaft an der Universität Regensburg. Als freiberufliche Autorin hält sie Vorträge und Lesungen im deutschsprachigen Raum. Sie hat bereits mehrere deutschsprachige Bücher veröffentlicht. Für ihr Engagement wurde sie 2016 mit dem Förderpreis des Deutschen Übersetzerfonds ausgezeichnet.

## Neuere Veröffentlichungen aus der alten mongolischen Literatur in deutscher Sprache
(Die angegebenen Autoren sind meist Herausgeber und Übersetzer zugleich.)
- Walther Heissig: Helden-, Höllenfahrts- und Schelmengeschichten der Mongolen. Zürich 1962. Enthält u. a. Tschinggis-Chaan-Spruchdichtungen und Auszüge aus dem Geser-Chaan-Epos.
- Walther Heissig: Mongolische Volksmärchen. Düsseldorf/Köln 1963. Eine erste umfangreiche Ausgabe in deutscher Sprache.
- N. Chodsa: Das betrogene Kamel. Volksmärchen, Legenden und Tierfabeln der Mongolen. (Ost-)Berlin 1964  (eine Übersetzung aus dem Russischen)
- Erika  Taube: Das leopardenscheckige Pferd und andere tuwinische Märchen. (Ost-)Berlin 1977
- Erika  Taube: Tuwinische Volksmärchen. (Ost-)Berlin 1978
- Erika  Taube: Tuwinische Lieder. Volksdichtungen aus der Westmongolei. Leipzig/Weimar 1980. Die drei letztgenannten Titel enthalten Volksdichtungen der auf dem Territorium der Mongolei lebenden Tuwa.
- Walther Heissig: Dschingis Khan. Ein Weltreich zu Pferde. Köln 1981. Dieser Band enthält u. a. die „Geheime Geschichte der Mongolen“ nach der ersten deutschen Übersetzung von Erich Haenisch  (2. Auflage 1948) und einen Auszug aus dem mongolischen Nationalepos von Geser-Chaan.
- Klaus  Koppe: Feuer des Zorns. Eine mongolische Spielmannsdichtung. Leipzig/Weimar 1985. Das vielleicht letzte Heldenepos der Weltliteratur aus den 1930er Jahren, einer Zeit des Kampfes gegen die japanischen Aggressoren in der Inneren Mongolei.
- Manfred  Taube: Geheime Geschichte der Mongolen. Leipzig/Weimar 1989. Die letzte Übersetzung des bedeutendsten Werkes der altmongolischen Literatur in deutscher Sprache.
- Waltraut Fischer: Solombo Chaan. Mongolische Märchen. (Ost-)Berlin 1989. Nacherzählungen mongolischer Volksmärchen für eine breite Leserschaft.
- Erika Taube: Volksmärchen der Mongolen. München 2004. Eine umfassende, wissenschaftlich aufbereitete Sammlung mongolischer Märchen.

## Veröffentlichungen aus der modernen mongolischen Literatur in deutscher Sprache

### Erzählungsbände und Romane
- Renate Bauwe (Hrsg.): Erkundungen. 20 mongolische Erzählungen. (Ost-)Berlin 1976. Der erste in deutscher Sprache herausgegebene Prosaband aus der modernen mongolischen Literatur mit Erzählungen von 1929 bis 1972. In ihm sind auch alle bedeutenden mongolischen Erzähler der ersten beiden Generationen nach 1921 vertreten.
- Tschadraawalyn Lodoidamba: Der durchsichtige Tamir. (Ost-)Berlin 1978. Dieser umfangreiche Roman gibt ein umfassendes Gesellschaftsbild der Mongolei von 1914 bis zum Beginn der 1930er Jahre. Leider eine Übersetzung aus dem Russischen, fehlendes Personenverzeichnis.
- Sengiin Erdene: Sonnenkraniche (Erzählungen). (Ost-)Berlin 1979 (Übersetzung: Renate Bauwe). Der erste Erzählungsband des meistübersetzten mongolischen Prosaautors in deutscher Sprache.
- Galsan Tschinag: Eine tuwinische Geschichte. (Erzählungen), (Ost-)Berlin 1981. Die erste Buchveröffentlichung des deutschsprachigen Autors aus der Mongolei.
- Lodongijn Tüdew: Bekanntschaft mit der Welt. (episodische Prosa), (Ost-)Berlin 1982. (Übersetzung: Galsan Tschinag) Autobiographische Erinnerungen, geschrieben für Kinder und Erwachsene.
- Sengiin Erdene: Herdenstaub. (Erzählungen), Ulan Bator 1983 (Übersetzung: Galsan Tschinag)
- Sonomyn Lotschin: Die Farbe der Seele. (Ost-)Berlin 1983 (Übersetzung: Renate Bauwe). Dieser Roman erzählt vom spannungsreichen Leben von Bergarbeitern zweier Generationen. In ihm werden erstmals in der mongolischen Literatur auch die Auswirkungen der Stalinistischen Repressalien am Schicksal Einzelner gestaltet.
- Schagdardshawyn Nazagdordsh: Mandchai die Kluge. (Ost-)Berlin 1988. (Übersetzung: Renate Bauwe). Der Roman führt in das 15. Jahrhundert, in eine Zeit, in der die Nachkommen Tschinggis Chaans ihre letzten erfolgreichen Versuche unternahmen, das Stammland der Mongolen zusammenzuhalten.
- Von  Galsan Tschinag erschienen nach 1992 über dreißig Erzählungs-, Gedicht- und Essaybände sowie Romane, mit denen er als deutschsprachiger Autor weithin bekannt wurde.
- Sengiin Erdene:  "Die Frau des Jägers, Das Ende des Serüün-Tempels" Übersetzt und herausgegeben von Renate Bauwe. Verlag: Books on Demand ISBN 978-3-8370-3844-6, 132 Seiten 1. Aufl. April 2009

### Lyrik
Aus der reichen mongolischen Lyrik war bis vor kurzem wenig bekannt. In jüngster Zeit erschienen Gedichte in: Ostra-Gehege, Zeitschrift für Literatur, Kunst (Dresden), Heft II/2006 und Heft III/2011 sowie in den Mongolischen Notizen, Heft 17/2008, Nr. 18/2009 und Nr. 19/20 2011.
Im Frühjahr 2014 erschien die erste deutschsprachige Anthologie mongolischer Lyrik vom 13. Jahrhundert bis heute im Leipziger Literaturverlag unter dem Titel „Es wandern die Zeiten unter dem Ewigen Himmel. Eine Perlenkette mongolischer Dichtung“ (herausgegeben von Klaus Oehmichen, Aquarelle von Barbara Große). Alle Nachdichtungen – auch in den oben genannten Zeitschriften – sind von Klaus Oehmichen.